# Ardrishaig
Ardrishaig es una localidad situada en Argyll y Bute, en Escocia (Reino Unido). Tiene una población estimada, a mediados de 2020, de 1220 habitantes.